# Chelonus oculator
Chelonus oculator är en stekelart som först beskrevs av Fabricius 1775.  Chelonus oculator ingår i släktet Chelonus och familjen bracksteklar. Arten är reproducerande i Sverige. Inga underarter finns listade i Catalogue of Life.